# Henri Andrieux
Henri Pierre Andrieux (* 23. September 1931 in Paris; † 2. Januar 2008 in Villejuif) war ein französischer Radrennfahrer und nationaler Meister im Radsport.

## Sportliche Laufbahn
Sein erster bedeutender Erfolg war der Gewinn der französischen Meisterschaft in der Einerverfolgung der Amateure 1950. Diesen Titel verteidigte er bis einschließlich 1955, ab 1952 als Profi, nach dem er nach den Olympischen Sommerspielen zu den Berufsfahrern übergetreten war. Bei den Olympischen Sommerspielen 1952 in Helsinki war er im 1000-Meter-Zeitfahren  angetreten und hatte beim Sieg von Russell Mockridge den neunten Platz belegt. In der Mannschaftsverfolgung wurde er mit seinem Team Vierter. 1954 bis 1956 wurde er jeweils Vize-Meister in der Einerverfolgung bei den französischen Meisterschaften. Auch in der Mannschaftsverfolgung konnte er dreimal (1950–1952) einen nationalen Titel gewinnen.